# Liste des anciennes communes de Tarn-et-Garonne
Cette page a pour objectif de retracer toutes les modifications communales dans le département du Tarn-et-Garonne : les anciennes communes qui ont existé depuis la Révolution française, ainsi que les créations, les modifications officielles de nom, ainsi que les échanges de territoires entre communes.
Le département a été créé en 1808, à l'occasion de la venue de Napoléon à Montauban,. Il regroupe des communes issues majoritairement des départements du Lot (72 communes) et de la Haute-Garonne (83 communes). Quelques communes proviennent également des autres départements limitrophes (18 communes de l'Aveyron, 15 du département du Gers et 34 du département de Lot-et-Garonne). Soit un total de 222 communes en 1808. (La liste est présente en bas de page).
Dans les limites actuelles, le département comptait 252 communes en 1800, un nombre qui n'était plus que de 198 dès 1820. Fait rare : le département n'a enregistré aucune fusion depuis près de 2 siècles, tandis qu'une petite poignée de créations avait lieu en deuxième partie de XIX e siècle. En 1901, le département compte 195 communes et ce nombre est resté inchangé depuis lors (au 1er janvier 2025).

## Fusions
| Nom de la nouvelle commune | Communes réunies                             | Régime | Date (et nature) de la décision |
| -------------------------- | -------------------------------------------- | ------ | ------------------------------- |
| Barry-d'Islemade           | Barry-d'Islemade                             | fusion | 1830                            |
| Barry-d'Islemade           | Ventillat                                    | fusion | 1830                            |
| Montaigu                   | Montaigu                                     | fusion | 1er février 1828 (Ordonnance)   |
| Montaigu                   | Bournac                                      | fusion | 1er février 1828 (Ordonnance)   |
| Asques                     | Asques                                       | fusion | 20 février 1822 (Ordonnance)    |
| Asques                     | Doazac                                       | fusion | 20 février 1822 (Ordonnance)    |
| Saint-Arroumex             | Saint-Arroumex                               | fusion | 1821                            |
| Saint-Arroumex             | Gayssanès                                    | fusion | 1821                            |
| Esparsac                   | Esparsac                                     | fusion | 24 octobre 1821 (Ordonnance)    |
| Esparsac                   | Haumont                                      | fusion | 24 octobre 1821 (Ordonnance)    |
| Auvillar                   | Auvillar                                     | fusion | 2 mai 1821 (Ordonnance)         |
| Auvillar                   | Grezas (canton d'Auvillar)                   | fusion | 2 mai 1821 (Ordonnance)         |
| Lacourt-Saint-Pierre       | Lacourt-Saint-Pierre                         | fusion | 11 avril 1821 (Ordonnance)      |
| Lacourt-Saint-Pierre       | Verlhac-Saint-Jean                           | fusion | 11 avril 1821 (Ordonnance)      |
| Saint-Michel               | Saint-Michel                                 | fusion | 1820                            |
| Saint-Michel               | Montbrison                                   | fusion | 1820                            |
| Perville                   | Perville                                     | fusion | 24 novembre 1819 (Ordonnance)   |
| Perville                   | Lagarde (canton de Valence)                  | fusion | 24 novembre 1819 (Ordonnance)   |
| Gasques                    | Gasques                                      | fusion | 10 novembre 1819 (Ordonnance)   |
| Gasques                    | Castets                                      | fusion | 10 novembre 1819 (Ordonnance)   |
| Goudourville               | Goudourville                                 | fusion | 10 novembre 1819 (Ordonnance)   |
| Goudourville               | La Lande                                     | fusion | 10 novembre 1819 (Ordonnance)   |
| Auvillar                   | Auvillar                                     | fusion | 23 juin 1819 (Ordonnance)       |
| Auvillar                   | Casterus                                     | fusion | 23 juin 1819 (Ordonnance)       |
| Lauzerte                   | Lauzerte                                     | fusion | 19 mai 1819 (Ordonnance)        |
| Lauzerte                   | Beaucaire                                    | fusion | 19 mai 1819 (Ordonnance)        |
| Bouloc                     | Bouloc                                       | fusion | 24 mars 1819 (Ordonnance)       |
| Bouloc                     | Saint-Hippolyte                              | fusion | 24 mars 1819 (Ordonnance)       |
| Bessens                    | Bessens                                      | fusion | 1813                            |
| Bessens                    | La Perrière                                  | fusion | 1813                            |
| Bouillac                   | Bouillac                                     | fusion | 1813                            |
| Bouillac                   | Saint-Salvi                                  | fusion | 1813                            |
| Bourret                    | Bourret                                      | fusion | 17 mai 1813 (Décret)            |
| Bourret                    | Montaïn                                      | fusion | 17 mai 1813 (Décret)            |
| Comberouger                | Comberouger                                  | fusion | 1813                            |
| Comberouger                | Brive-Castel                                 | fusion | 1813                            |
| Roquecor                   | Roquecor                                     | fusion | 1812                            |
| Roquecor                   | Ferussac                                     | fusion | 1812                            |
| Reyniès                    | Reyniès                                      | fusion | 18 octobre 1810 (Décret),       |
| Reyniès                    | Moulis                                       | fusion | 18 octobre 1810 (Décret),       |
| Saint-Nauphary             | Saint-Nauphary                               | fusion | 18 octobre 1810 (Décret),       |
| Saint-Nauphary             | Bonrepos                                     | fusion | 18 octobre 1810 (Décret),       |
| Varennes                   | Varennes                                     | fusion | 18 octobre 1810 (Décret),       |
| Varennes                   | Puylauron-la-Vinouse (section de Puylauron)  | fusion | 18 octobre 1810 (Décret),       |
| Verlhac-Tescou             | Verlhac-Tescou                               | fusion | 18 octobre 1810 (Décret),       |
| Verlhac-Tescou             | Puylauron-la-Vinouse (section de la Vinouse) | fusion | 18 octobre 1810 (Décret),       |
| Beaumont                   | Beaumont                                     | fusion | 1802                            |
| Beaumont                   | Saint-Jean (canton de Beaumont)              | fusion | 1802                            |
| Belmontet                  | Belmontet                                    | fusion | 1801-1805                       |
| Belmontet                  | Saint-Caprais                                | fusion | 1801-1805                       |
| Belmontet                  | La Salvetat-Belmontet                        | fusion | 1801-1805                       |
| Bourg-de-Visa              | Bourg-de-Visa                                | fusion | 1801-1805                       |
| Bourg-de-Visa              | Le Bugat                                     | fusion | 1801-1805                       |
| Castanet                   | Castanet                                     | fusion | 1801-1805                       |
| Castanet                   | La Bastide-Nantel                            | fusion | 1801-1805                       |
| Castanet                   | Le Cusoul                                    | fusion | 1801-1805                       |
| Donzac                     | Donzac                                       | fusion | 1801-1805                       |
| Donzac                     | Marceau                                      | fusion | 1801-1805                       |
| Durfort                    | Durfort                                      | fusion | 1801-1805                       |
| Durfort                    | Saint-Paul-d'Alburgues                       | fusion | 1801-1805                       |
| Espinas                    | Espinas                                      | fusion | 1801-1805                       |
| Espinas                    | Cas                                          | fusion | 1801-1805                       |
| Espinas                    | Mordagne                                     | fusion | 1801-1805                       |
| Féneyrols                  | Féneyrols                                    | fusion | 1801-1805                       |
| Féneyrols                  | Carcandier                                   | fusion | 1801-1805                       |
| Génébrières                | Génébrières                                  | fusion | 1801-1805                       |
| Génébrières                | Courondes                                    | fusion | 1801-1805                       |
| Ginals                     | Ginals                                       | fusion | 1801-1805                       |
| Ginals                     | Saint-Ignes-Castanie                         | fusion | 1801-1805                       |
| Labastide-de-Penne         | Labastide-de-Penne                           | fusion | 1801-1805                       |
| Labastide-de-Penne         | Le Soulié                                    | fusion | 1801-1805                       |
| Laguépie                   | Laguépie                                     | fusion | 1801-1805                       |
| Laguépie                   | Puech-Mignon                                 | fusion | 1801-1805                       |
| Lapenche                   | Lapenche                                     | fusion | 1801-1805                       |
| Lapenche                   | Sainte-Eulalie                               | fusion | 1801-1805                       |
| Léojac                     | Léojac                                       | fusion | 1801-1805                       |
| Léojac                     | Bellegarde                                   | fusion | 1801-1805                       |
| Montfermier                | Montfermier                                  | fusion | 1801-1805                       |
| Montfermier                | Lesparre                                     | fusion | 1801-1805                       |
| Montricoux                 | Montricoux                                   | fusion | 1801-1805                       |
| Montricoux                 | Saint-Geniès                                 | fusion | 1801-1805                       |
| Parisot                    | Parisot                                      | fusion | 1801-1805                       |
| Parisot                    | L'Abadie                                     | fusion | 1801-1805                       |
| Parisot                    | Causse-Vieil                                 | fusion | 1801-1805                       |
| Piquecos                   | Piquecos                                     | fusion | 1801-1805                       |
| Piquecos                   | Saint-Mar-et-Laroque-Maris                   | fusion | 1801-1805                       |
| Saint-Amans-de-Pellagal    | Saint-Amans-de-Pellagal                      | fusion | 1801-1805                       |
| Saint-Amans-de-Pellagal    | Lagarde (canton de Lauzerte)                 | fusion | 1801-1805                       |
| Saint-Amans-de-Pellagal    | Saint-Avit                                   | fusion | 1801-1805                       |
| Saint-Georges              | Saint-Georges                                | fusion | 1801-1805                       |
| Saint-Georges              | Saint-Martin-de-Causanille                   | fusion | 1801-1805                       |
| Saint-Nazaire              | Saint-Nazaire                                | fusion | 1801-1805                       |
| Saint-Nazaire              | Mongoudon                                    | fusion | 1801-1805                       |
| Saint-Nicolas              | Saint-Nicolas                                | fusion | 1801-1805                       |
| Saint-Nicolas              | Moutet                                       | fusion | 1801-1805                       |
| Saint-Paul-d'Espis         | Saint-Paul-d'Espis                           | fusion | 1801-1805                       |
| Saint-Paul-d'Espis         | Piac                                         | fusion | 1801-1805                       |
| Touffailles                | Touffailles                                  | fusion | 1801-1805                       |
| Touffailles                | Moissaguet                                   | fusion | 1801-1805                       |
| Tréjouls                   | Tréjouls                                     | fusion | 1801-1805                       |
| Tréjouls                   | Saint-Urcisse                                | fusion | 1801-1805                       |
| Varen                      | Varen                                        | fusion | 1801-1805                       |
| Varen                      | Arnac                                        | fusion | 1801-1805                       |
| Varen                      | Belpech                                      | fusion | 1801-1805                       |
| Varen                      | Lexos                                        | fusion | 1801-1805                       |
| Varen                      | Puech-Rondil                                 | fusion | 1801-1805                       |
| Vazerac                    | Vazerac                                      | fusion | 1801-1805                       |
| Vazerac                    | Blauzac                                      | fusion | 1801-1805                       |
| Vazerac                    | La Mothe-Navarrenque                         | fusion | 1801-1805                       |
| Verdun                     | Verdun                                       | fusion | 1801-1805                       |
| Verdun                     | Mauvers                                      | fusion | 1801-1805                       |
| Verfeil                    | Verfeil                                      | fusion | 1801-1805                       |
| Verfeil                    | Alson                                        | fusion | 1801-1805                       |
| Verfeil                    | Paulhac                                      | fusion | 1801-1805                       |
| Verfeil                    | Selgues                                      | fusion | 1801-1805                       |
| Bourg-de-Visa              | Bourg-de-Visa                                | fusion | 1795-1800                       |
| Bourg-de-Visa              | Serissac                                     | fusion | 1795-1800                       |
| Lacour                     | Lacour                                       | fusion | 1795-1800                       |
| Lacour                     | Saint-Étienne                                | fusion | 1795-1800                       |
| Lacour                     | Saint-Julien (une partie)                    | fusion | 1795-1800                       |
| Roquecor                   | Roquecor                                     | fusion | 1795-1800                       |
| Roquecor                   | Saint-Julien (une partie)                    | fusion | 1795-1800                       |
| Montesquieu                | Montesquieu                                  | fusion | 1795-1800                       |
| Montesquieu                | Esmes                                        | fusion | 1795-1800                       |
| Saint-Beauzeil             | Saint-Beauzeil                               | fusion | 1795-1800                       |
| Saint-Beauzeil             | Soullas                                      | fusion | 1795-1800                       |
| Saint-Paul-d'Espis         | Saint-Paul-d'Espis                           | fusion | 1795-1800                       |
| Saint-Paul-d'Espis         | Saint-Jean (canton de Moissac)               | fusion | 1795-1800                       |
| Touffailles                | Touffailles                                  | fusion | 1795-1800                       |
| Touffailles                | Lapeirouse                                   | fusion | 1795-1800                       |
| Valeilles                  | Valeilles                                    | fusion | 1795-1800                       |
| Valeilles                  | Agrens                                       | fusion | 1795-1800                       |
| Albefeuille-Lagarde        | Albefeuille                                  | fusion | 1790-1794                       |
| Albefeuille-Lagarde        | Lagarde (canton de Castelsarrasin)           | fusion | 1790-1794                       |
| Bressols                   | Bressols                                     | fusion | 1790-1794                       |
| Bressols                   | Brial                                        | fusion | 1790-1794                       |
| Cazes-Mondenard            | Cazes                                        | fusion | 1790-1794                       |
| Cazes-Mondenard            | Mondenard                                    | fusion | 1790-1794                       |
| Ferussac                   | Ferussac                                     | fusion | 1790-1794                       |
| Ferussac                   | Le Claus                                     | fusion | 1790-1794                       |
| Léojac                     | Léojac                                       | fusion | 1790-1794                       |
| Léojac                     | Fargues                                      | fusion | 1790-1794                       |
| Montastruc                 | Montastruc                                   | fusion | 1790-1794                       |
| Montastruc                 | Larroque-Marès                               | fusion | 1790-1794                       |
| Montpezat                  | Montpezat                                    | fusion | 1790-1794                       |
| Montpezat                  | La Madeleine-d'Aussac                        | fusion | 1790-1794                       |
| Bardigues                  | Bardigues                                    | fusion | 1791                            |
| Bardigues                  | Grezas (canton de Lavit)                     | fusion | 1791                            |
| Lavit                      | Lavit                                        | fusion | 1791                            |
| Lavit                      | Sainte-Blanche                               | fusion | 1791                            |
| Maumusson                  | Maumusson                                    | fusion | 1791                            |
| Maumusson                  | Poumaret                                     | fusion | 1791                            |

## Créations et rétablissements
| Nom de la commune créée | Commune affectée   | Mode de création              | Date (et nature) de la décision |
| ----------------------- | ------------------ | ----------------------------- | ------------------------------- |
| Savenès                 | Verdun-sur-Garonne | Démembrement                  | 3 juillet 1901 (Loi)            |
| Lizac                   | Lafrançaise        | Démembrement                  | 4 mars 1863 (Loi)               |
| Lizac                   | Moissac            | Démembrement                  | 4 mars 1863 (Loi)               |
| Saint-Vincent           | Réalville          | Démembrement                  | 23 avril 1853 (Loi)             |
| Montaïn                 | Labourgade         | Démembrement (rétablissement) | 8 septembre 1835 (Ordonnance) , |

## Modifications de nom officiel
| Ancien nom    | Nouveau nom                | Date (et nature) de la décision |
| ------------- | -------------------------- | ------------------------------- |
| Bouloc        | Bouloc-en-Quercy           | 7 février 2017 (Décret)         |
| Belbèse       | Belbèze-en-Lomagne         | 3 décembre 2014 (Décret)        |
| Saint-Vincent | Saint-Vincent-d'Autéjac    | 3 décembre 2014 (Décret)        |
| Durfort       | Durfort-Lacapelette        | 1er août 1972 (Décret)          |
| Lavilledieu   | La Ville-Dieu-du-Temple    | 9 février 1968 (Décret)         |
| Puygaillard   | Puygaillard-de-Lomagne     | 19 juillet 1962 (Décret)        |
| Saint-Antonin | Saint-Antonin-Noble-Val    | 2 mars 1962 (Décret)            |
| Puygaillard   | Puygaillard-de-Quercy      | 27 avril 1956 (Décret)          |
| Saint-Amans   | Saint-Amans-du-Pech        | 12 décembre 1923 (Décret)       |
| Belmontet     | La Salvetat-Belmontet      | 1909                            |
| Miramont      | Miramont-de-Quercy         | 15 août 1903 (Décret)           |
| Saint-Nazaire | Saint-Nazaire-de-Valentane | 19 janvier 1897 (Décret)        |
| Beaumont      | Beaumont-de-Lomagne        | 12 décembre 1892 (Décret)       |
| Monclar       | Monclar-de-Quercy          | 12 décembre 1892 (Décret)       |
| Montaigu      | Montaigu-de-Quercy         | 12 décembre 1892 (Décret)       |
| Montpezat     | Montpezat-de-Quercy        | 12 décembre 1892 (Décret)       |
| Saint-Nicolas | Saint-Nicolas-de-la-Grave  | 12 décembre 1892 (Décret)       |
| Verdun        | Verdun-sur-Garonne         | 12 décembre 1892 (Décret)       |

## Modifications de limites communales
Le plus souvent, les modifications des limites communales décidées par arrêtés préfectoraux ne sont pas répertoriées dans le Journal officiel ni dans le Bulletin officiel.
| La commune de ...              | cède du territoire à la commune de... | précisions                                 | Date (et nature) de la décision              |
| ------------------------------ | ------------------------------------- | ------------------------------------------ | -------------------------------------------- |
| Saint-Antonin-Noble-Val        | Caylus                                | 6 habitants Superficie de 66 ha 34 a 34 ca | 19 mars 2002 (Décret)                        |
| Saint-Antonin-Noble-Val        | Septfonds                             | 45 habitants Superficie de 610 ha          | 7 novembre 1977 (Décret)                     |
| Montauban                      | Bressols                              | 25 habitants Superficie de 12 ha et 40 ca  | 6 mai 1976 (Décret)                          |
| Mas-Grenier                    | Finhan                                | 6 habitants                                | 28 mai 1969 (Décret)                         |
| Mas-Grenier                    | Monbéqui                              | 38 habitants                               | 28 mai 1969 (Décret)                         |
| Verdun                         | Bessens                               |                                            | 15 mai 1865 (Loi)                            |
| Verdun                         | Dieupentale                           |                                            | 16 mars 1861 (Loi)                           |
| Montfermier                    | Castelnau (département du Lot)        |                                            | 22 juillet 1837 (Loi)                        |
| Castelnau (département du Lot) | Sauveterre                            | Enclave du Buhan                           | 22 juillet 1837 (Loi)                        |
| Sauveterre                     | Castelnau (département du Lot)        | Enclave de Sadoul                          | 22 juillet 1837 (Loi)                        |
| Sainte-Juliette                | Montlauzun (département du Lot)       | Enclave                                    | 22 juillet 1837 (Loi)                        |
| Bourret                        | Labourgade                            | Hameau de Montaïn                          | 1823                                         |
| Villebrumier                   | Nohic                                 | Rive gauche du Tarn                        | 8 octobre 1810 (Décret)                      |
| Corbarieu                      | Labastide-Saint-Pierre                | Rive gauche du Tarn                        | 8 octobre 1810 (Décret)                      |
| Moissac Castel-Sarrazin        | Castel-Sarrazin Moissac               |                                            | 7 novembre 1803 (Arrêté) (15 brumaire an 12) |

## Changement de département
Le département de Tarn-et-Garonne est créé par Senatus Consulte du 4 novembre 1808, complété par le décret impérial du 21 novembre 1808.
| Département de rattachement | Département d'origine | Canton concerné          | Communes concernées |
| --------------------------- | --------------------- | ------------------------ | --- |
| TARN-ET-GARONNE             | AVEYRON               | Canton de Saint-Antonin  | L'Abadie, Alson, Arnac, Belpech, Castanet, Causse-Vieil, Cazals, Féneyrols, Ginals, Laguépie, Lexos, Parisot, Paulhac, Puech-Rondil, Saint-Antonin, Selgues, Varen et Verfeil                       |
| TARN-ET-GARONNE             | HAUTE-GARONNE         | Canton de Beaumont       | Auterive, Beaumont, Belbèze, Le Causé, Cumont, Escazeaux, Esparsac, Faudoas, Gariès, Gimat, Glatens, Goas, Haumont, Lamothe-Cumont, Larrazet, Marignac, Maubec, Sérignac et Vigueron                |
| TARN-ET-GARONNE             | HAUTE-GARONNE         | Canton de Castelsarrasin | Albefeuille-Lagarde, Barry-d'Islemade, Les Barthes, Castelsarrasin, Labastide-du-Temple, Meauzac et Ventillat                                                                                       |
| TARN-ET-GARONNE             | HAUTE-GARONNE         | Canton de Grisolles      | Bessens, Canals, Campsas, Dieupentale, Fabas, Grisolles, Labastide-Saint-Pierre, Monbéqui, Nohic, Orgueil, La Perrière et Pompignan                                                                 |
| TARN-ET-GARONNE             | HAUTE-GARONNE         | Canton de Montech        | Bressols, Escatalens, Finhan, Lacourt-Saint-Pierre, Lavilledieu, Montbartier, Montbeton, Montech, Saint-Porquier et Verlhac-Saint-Jean                                                              |
| TARN-ET-GARONNE             | HAUTE-GARONNE         | Canton de Saint-Nicolas  | Angeville, Castelferrus, Castelmayran, Caumont, Cordes-Tolosannes, Coutures, Fajolles, Garganvillar, Gayssanès, Gensac, Labourgade, Lafitte, Montaïn, Saint-Aignan, Saint-Arroumex et Saint-Nicolas |
| TARN-ET-GARONNE             | HAUTE-GARONNE         | Canton de Verdun         | Aucamville, Beaupuy, Bouillac, Bourret, Brive-Castel, Comberouger, Mas-Grenier, Saint-Salvi, Saint-Sardos, et Verdun                                                                                |
| TARN-ET-GARONNE             | HAUTE-GARONNE         | Canton de Villebrumier   | Bonrepos, Corbarieu, Moulis, Puylauron-la-Vinouse, Reyniès, Saint-Nauphary, Varennes, Verlhac-Tescou et Villebrumier                                                                                |
| TARN-ET-GARONNE             | GERS                  | Canton de Lavit          | Asques, Balignac, Bardigues, Castéra-Bouzet, Doazac, Gramont, Lachapelle, Lavit, Mansonville, Marsac, Maumusson, Montgaillard, Poupas, Puygaillard et Saint-Jean-du-Bouzet                          |
| TARN-ET-GARONNE             | LOT                   | Canton de Bourg-de-Visa  | Bourg-de-Visa, Brassac, Fauroux, Miramont, Montagudet, Saint-Nazaire et Touffailles |
| TARN-ET-GARONNE             | LOT                   | Canton de Caussade       | Caussade, Cayrac, Cayriech, Lavaurette, Mirabel, Monteils, Réalville, Saint-Cirq, Saint-Georges, et Septfonds                                                                                       |
| TARN-ET-GARONNE             | LOT                   | Canton de Caylus         | Caylus, Espinas, Lacapelle-Livron, Loze, Mouillac, Puylagarde et Saint-Projet |
| TARN-ET-GARONNE             | LOT                   | Canton de Lafrançaise    | L'Honor-de-Cos, Lafrançaise, Montastruc, et Piquecos |
| TARN-ET-GARONNE             | LOT                   | Canton de Lauzerte       | Beaucaire, Belvèze, Bouloc, Cazes-Mondenard, Durfort, Lauzerte, Montbarla, Saint-Amans-de-Pellagal, Saint-Hippolyte, Sainte-Juliette, Sauveterre, et Tréjouls                                       |
| TARN-ET-GARONNE             | LOT                   | Canton de Moissac        | Boudou, Malause, Moissac, Montesquieu, Saint-Paul-d'Espis et Saint-Vincent-Lespinasse |
| TARN-ET-GARONNE             | LOT                   | Canton de Molières       | Auty, Labarthe, Molières, Puycornet, et Vazerac |
| TARN-ET-GARONNE             | LOT                   | Canton de Monclar        | Bruniquel, Génébrières, Monclar, Puygaillard et Belmontet |
| TARN-ET-GARONNE             | LOT                   | Cantons de Montauban     | Lamothe-Capdeville, Léojac, Montauban, et Villemade |
| TARN-ET-GARONNE             | LOT                   | Canton de Montpezat      | Labastide-de-Penne, Lapenche, Montalzat, Montfermier, Montpezat et Puylaroque |
| TARN-ET-GARONNE             | LOT                   | Canton de Nègrepelisse   | Albias, Bioule, Montricoux, Nègrepelisse, Saint-Étienne-de-Tulmont et Vaïssac |
| TARN-ET-GARONNE             | LOT-ET-GARONNE        | Canton d'Auvillar        | Auvillar, Casterus, Donzac, Dunes, Grezas, Merles, Montbrison, Le Pin, Saint-Cirice, Saint-Loup, Saint-Michel et Sistels                                                                            |
| TARN-ET-GARONNE             | LOT-ET-GARONNE        | Canton de Montaigu       | Bournac, Ferussac, Lacour, Montaigu, Roquecor, Saint-Amans, Saint-Beauzeil et Valeilles |
| TARN-ET-GARONNE             | LOT-ET-GARONNE        | Canton de Valence        | Castelsagrat, Castets, Espalais, Gasques, Golfech, Goudourville, Lagarde, Lamagistère, La Lande, Montjoi, Perville, Pommevic, Saint-Clair et Valence                                                |